# Нурмијерви
Нурмијерви (фин. Nurmijärvi) је град у Финској у округу Нова Земља. Према процени из 2006. у граду је живело 38.006 становника. Клаукала је највећи град општине.

## Становништво
Према процени, у граду је 2006. живело 38.006 становника.
| 1990.  | 2000.  |
| ------ | ------ |
| 28.129 | 33.104 |